# 王刚 (1969年)
王刚（1969年9月—），男，汉族，宁夏同心人，1994年2月加入中国共产党，1991年7月参加工作，北京农业大学畜牧系动物遗传育种专业毕业。曾任中共宁夏回族自治区党委常委、政法委书记，现任中共河南省委常委、组织部部长。

## 简历
大学毕业后进入宁夏回族自治区畜牧局工作；
1998年到2010年在中共宁夏回族自治区党委组织部工作。2010年6月，任宁夏回族自治区民政厅副厅长；
2012年10月，任中共固原市委常委、组织部部长；2015年8月，任中共固原市委副书记；
2017年3月，任宁夏回族自治区人民政府副秘书长，区政府驻北京办事处主任；
2018年10月，任宁夏回族自治区农业农村厅厅长；
2021年3月，任中共石嘴山市委书记。2022年6月，当选为中共宁夏自治区党委常委，同时担任自治区党委政法委书记。
2023年5月，转任中共河南省委常委、组织部部长。